# Neolithocolletis
Neolithocolletis is een geslacht van nachtvlinders uit de familie Gracillariidae, de mineermotten.
Het geslacht bestaat uit de volgende soorten:
- Neolithocolletis hikomonticola Kumata, 1963
- Neolithocolletis kangarensis Kumata, 1993
- Neolithocolletis mayumbe De Prins, 2012
- Neolithocolletis nsengai De Prins, 2012
- Neolithocolletis pentadesma (Meyrick, 1919)